# Index zakázané literatury
Index zakázané literatury je seznam tvořený institucí zabývající se cenzurou v totalitních státech či státech, které omezují svobodu projevu. Autoři a jejich díla uvedená v tomto indexu byli zakázaní, takže knihy nemohly být vydávány a většinou bylo nařízeno zničení takovýchto knih. Držení knih uvedených v indexu bylo většinou postihováno na úrovni politického prohřešku, proto byly uchovávány a vyměňovány pouze v uzavřené komunitě.

## Historie
Politika zakazující některé knihy včetně jejich autorů byla prosazována v celé historii lidstva od středověku (od domnělých kacířů) až po současnost.
Svůj oficiální index zakázané literatury – Index Librorum Prohibitorum – má od roku 1559 Římskokatolická církev. Byla do něj zařazena díla mnoha významných osobností vědy, náboženství i umění. Do roku 1966 měl sílu zákona, poté bylo pouze prohlášeno za morální povinnost nedávat do oběhu nevhodné knihy. 
S omezeními se mohli lidé setkat velmi často v době válečných konfliktů. Příkladem budiž období 2. světové války v Německu, kde docházelo k potlačování a omezování svobody slova jak z politických tak z rasových důvodů. Nepohodlní autoři byli nuceni velmi často emigrovat do zahraničí, protože jim hrozilo zatčení gestapem a přesun do koncentračních táborů.

## V českých zemích
Seznamy zakázané literatury exitovaly již v období Rakouska-Uherska. Cenzura existovala i za první československé republiky. Indexy zakázanách knih a písní tehdy obsahovaly některá díla především z řad proněmecké, promaďarské či komunistické literatury.

### Zakázané knihy za 2. světové války
V protektorátu Čechy a Morava patřilo mezi díla, která měla být vyřazena z oběhu, například některá díla T. G. Masaryka a veškerá díla Karla Marxe, Sigmunda Freuda nebo Franze Kafky, ale například také kniha Josefa Lady Kykyryký, zvířátka z celé republiky. K předchozí (stručnější) verzi indexu (z roku 1940) vyšel následně i dodatek obsahující také seznam zakázaných gramofonových desek.

### Zakázané knihy v období socialismu
Dalším z příkladů využití cenzury a zakázání autorů a knih je ČSSR. Edici několika cenzurních seznamů, na jejichž základě probíhalo vyřazování knih z českých lidových knihoven i knihkupectví v 50. letech dvacátého století, obsahuje kniha Petra Šámala Soustružníci lidských duší. Lidové knihovny a jejich cenzura v 50. letech dvacátého století (Praha, Academia 2009).
Cenzura byla v Československu zrušena v roce 1968. Další cenzurní indexy vznikaly v Československu v 70. letech v období tzv. normalizace, kdy byli vyřazováni autoři jako Václav Havel, Milan Kundera či Josef Škvorecký.
Tuto praxi popisuje ve svých rozhovorech i nejstarší český knihkupec Jaromír Vytopil: "Dostali jsme cyklostylovaný seznam autorů a knih, co se musí vyřadit. U některých bylo napsáno jen něco, nebo tam bylo "Hanzelka, Zikmund  - vše"."